# تشان سي
تشان سي هو عسكري وسياسي كمبودي، ولد في 1932 في كامبونج تشنانغ ‏ في كمبوديا، وتوفي في 26 ديسمبر 1984 في موسكو في روسيا بسبب قصور القلب. نشط حزبياً في حزب الشعب الكمبودي. وقد انتخب عضو الجمعية الوطنية في كمبوديا ‏ وانتخب رئيس وزراء كمبوديا (5 ديسمبر 1981 – 26 ديسمبر 1984).